# 清华大学图书馆北馆

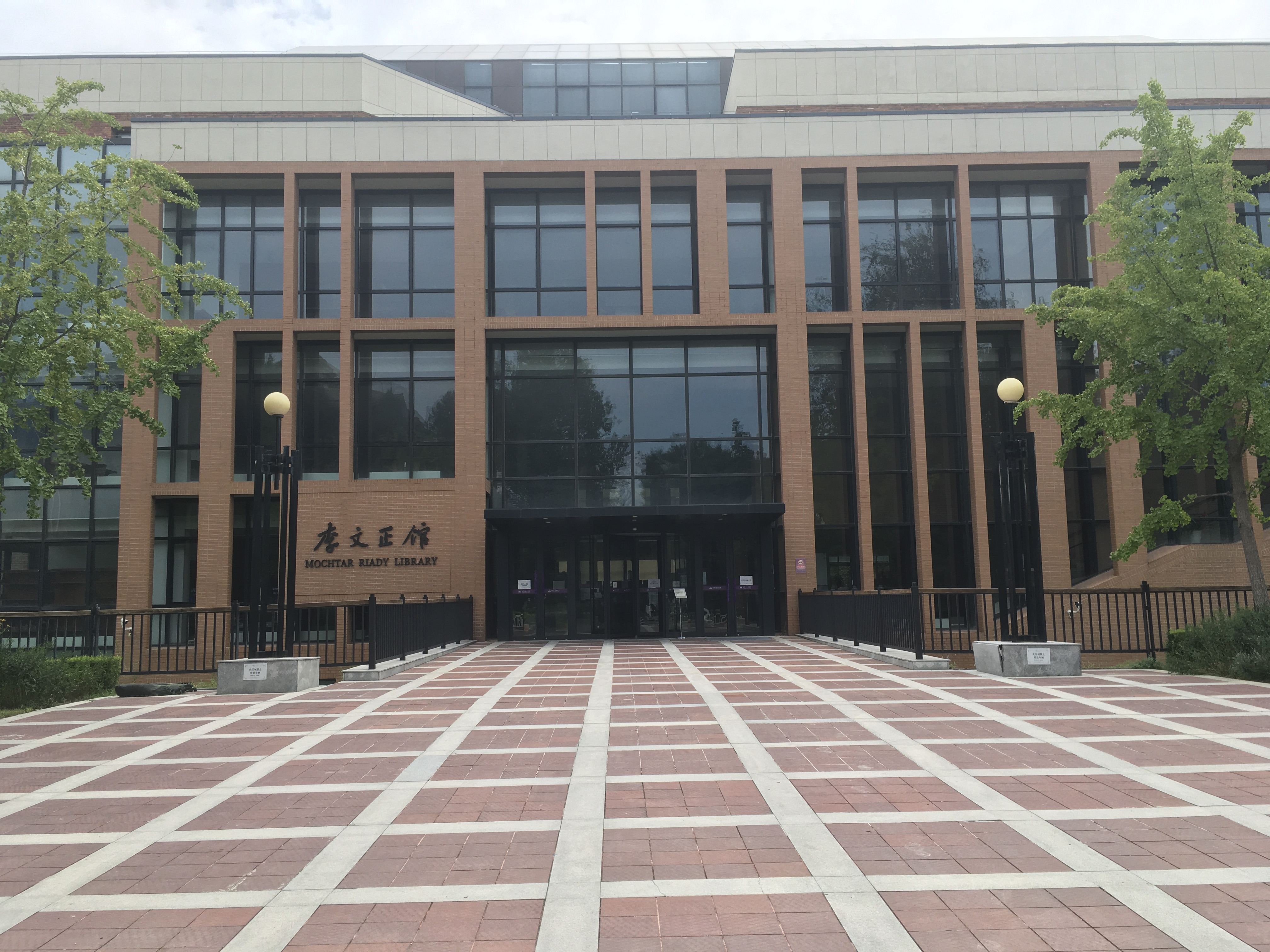
李文正館正門

清华大学图书馆北馆又稱為李文正館，建成於2016年，是清華大學圖書館四期建築，位于清华大学校园中心。
北馆由印尼华商李文正捐助，由中国工程院院士关肇邺負責设计，可提供藏书60万余册，擁有800余阅读座席，与原本一至三期圖書館连成整体，共同组成清华大学图书馆总馆。
北馆于2011年4月奠基，2013年12月工程正式启动。因附近清華大學圖書館一、二期屬於全國重點文物保護單位，北館整体风格與周遭环境协调统一，並且体量、高度均不超过原先图书馆。李文正馆南接逸夫館、西邻老體育館、北望新斋、东向与逸夫館共同围合成“L”型入口庭院，建築用地面积10600平方公尺、总建筑面积15,938平方米，地上5层、地下2层，地下一层為下沉庭院，增加採光性，樓外有下沉广场。